# Juan Luis Hernández
Juan Luis Hernández (Madrid, España, 24 de junio de 1949) es un exentrenador, abogado, escritor, periodista español nacionalizado costarricense.

## Trayectoria
Hernández suma un total de 696 partidos dirigidos en Primera División de Costa Rica. Ha dirigido en clubes costarricenses como A.D Ramonense, C.S Cartaginés, Puntarenas F.C, Orión FC.
También estuvo al mando de la Selección Nacional de Costa Rica en los años 1993-94, volviendo a dirigir en 1997-98.
En 1987, siendo el director técnico con el C.S Cartaginés disputó la final contra el C.S Herediano, en el que Hernández pierde la oportunidad de alzar el título del Campeonato de Costa Rica 1987.pues el equipo brumoso cae con global de 2-1.
Tuvo un paso en dirección técnica en el fútbol guatemalteco, dirigiendo al Cobán Imperial en el 2005.
En el año 2012, bajo la dirección técnica de Hernández, el Orión FC tuvo que disputar la eliminatoria por la permanencia en la Primera División de Costa Rica contra A.D Carmelita, En el primer encuentro ambos equipos empataron a 2, quedándose todo para el partido de vuelta. En el segundo partido, los de la barriada alajuelense ganaron 2-0, siendo los del Orión los descendidos de la Primera División de Costa Rica en ese año. Ese fue su último partido como director técnico.
Desde el año 2012, Luis Hernández es presidente del club Orión FC.

## Clubes

### Como entrenador
| Club                    | País       | Año            |
| ----------------------- | ---------- | -------------- |
| A. D. Ramonense         | Costa Rica | 1986-1987      |
| C. S. Cartaginés        | Costa Rica | 1987-1988      |
| Selección de Costa Rica | Costa Rica | 1993-1994;1997 |
| C. D. Cobán Imperial    | Guatemala  | 2005           |
| C. S. Cartaginés        | Costa Rica | 2008-2010      |
| Puntarenas F. C.        | Costa Rica | 2011           |
| Orión FC                | Costa Rica | 2011;2012-2013 |

## Palmarés

### Títulos nacionales
| Título                         | Club            | País       | Año  |
| ------------------------------ | --------------- | ---------- | ---- |
| Primera División de Costa Rica | C. S. Herediano | Costa Rica | 1993 |

### Distinciones individuales
| Distinción                                                                             | Año  |
| -------------------------------------------------------------------------------------- | ---- |
| Director técnico con más partidos dirigidos en la Primera División de Costa Rica (696) | 2013 |